# Rothbach (rivière)
Pour les articles homonymes, voir Rothbach (homonymie).
Le Rothbach aussi dénommé Rothbaechel est une rivière du nord de l'Alsace, affluent droit de la Moder et sous-affluent du Rhin.

## Géographie
Long de 24 kilomètres, le Rothbach prend sa source sur le territoire de la localité de Reipertswiller. Après un parcours sinueux de 24 kilomètres, dans la Moder dont il est le principal affluent de la rive gauche. Depuis le XIIe siècle et l'apparition des premiers moulins, ce cours d'eau était d'une très grande importance économique et aiguisait la convoitise des seigneurs laïques ou ecclésiastiques. Les uns exerçaient un droit de ban sur le ruisseau, le droit de pêche, les autres se réservaient le droit exclusif de construire des moulins. Lorsque le village de Rothbach tombait en partage entre plusieurs héritiers, le ruisseau restait le plus souvent propriété indivisé, personne ne voulant se résoudre à une cession au profit de la partie adverse. À partir du XVIe siècle et jusqu'en 1756, le pontenage (impôt perçu sur le passage des ponts) assurait par ailleurs une source de revenus très importante et l'érection d'écluses permit une meilleure irrigation des terres. En 1900, il existait encore une association pour la régulation des cours du Rothbach et, tout au long de ses méandres, six moulins utilisaient son énergie hydraulique. Treize Affluents se jettent dans le Rothbach. 
Au XIVe siècle deux moulins étaient installés sur le Rothbach.
Dans le village de Rothbach, sur sa rivière on dénombra trois lavoirs communaux.

## Affluent
- Ruisseau de Kindsbronn
- Speilbach
- Weinbaechel
- Wiedelmatt
- Weihergraben
- Ostruffergraben